# Le Couronnement d'épines (Le Caravage, Prato)
Ne doit pas être confondu avec Le Couronnement d'épines (Le Caravage, Vienne).
Pour les articles homonymes, voir Le Couronnement d'épines.
Le Couronnement d'épines est un tableau du XVIIe siècle attribué au peintre lombard Caravage. Il est conservé jusqu'en 2011 au palais des Alberti (en) à Prato, près de Florence, puis dans la collection de la Banca Popolare di Vicenza à Vicence. D'après de nombreux historiens de l'art, il aurait été peint vers 1605. Son attribution à Caravage, longtemps débattue, est progressivement reconnue par la plupart des experts du domaine.
La toile représente un épisode de la Passion tiré des Évangiles, lorsque Jésus-Christ est torturé et moqué par ses bourreaux. Caravage traite le même thème dans un autre tableau, conservé à Vienne en Autriche. 

## Historique

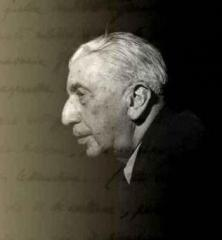
L'historien de l'art Roberto Longhi estime au début du XXe siècle que le tableau est une copie ; mais depuis, la recherche tend à prouver qu'il s'agirait d'une œuvre autographe.

L'attribution de ce tableau à Caravage ne fait pas l'unanimité parmi les historiens de l'art, même si diverses découvertes au fil du XXe siècle tendent plutôt à confirmer cette attribution. Sa réalisation date probablement des environs de l'année 1605. Le grand spécialiste Roberto Longhi estime en 1916 qu'il s'agit d'une copie, et plusieurs experts à sa suite le considèrent également comme une copie, ou en rejettent l'attribution. Une restauration effectuée en 1976 change toutefois la donne grâce à une meilleure compréhension de la technique employée, ainsi qu'au repérage de corrections apportées sur le personnage du Christ. Ainsi, Maurizio Marini ou encore Mina Gregori déclarent le tableau autographe, et en estiment la réalisation plutôt au tout début du siècle (entre 1600 et 1603),. Mais à la fin des années 1980, la découverte en archive d'un document signé de Caravage laisse penser que le tableau peut provenir de la collection de Massimo Massimi, l'un des membres d'une illustre famille romaine ; cela rapproche sa date probable de réalisation vers l'année 1604 ou 1605,. Toutefois, des maladresses et des défauts stylistiques laissent planer un certain doute sur la qualité autographe du tableau, ou au moins de certaines parties du tableau comme les trois personnages qui cernent le Christ et qui auraient été peints par une autre main que celle de Caravage.
La toile est acquise en 1971 par une fondation liée à une banque de Prato : la Fondazione Cassa di Risparmio di Prato. Celle-ci l'achète au collectionneur et avocat florentin Angelo Cecconi. Au cours des années 2010, une polémique se crée et prend de l'ampleur quant au lieu de conservation du tableau. En effet, la Banca Popolare di Vicenza rachète en 2010 la banque de Prato qui était jusque-là propriétaire du tableau ainsi que de plusieurs autres œuvres importantes, dont un Bellini et un Lippi. Toutefois, après avoir fait venir le tableau à Vicence pour une exposition en 2011 au musée Thiene (it), la banque vénétienne décide de ne pas le renvoyer à Prato, ce qui provoque d'importants mécontentements. 
Une copie remarquable (au point que certains experts s'interrogent pour savoir si elle ne serait pas également autographe, bien qu'inachevée) se trouve dans l'église de la Chartreuse Saint-Barthélemy à Rivarolo, une commune attenante à la ville de Gênes,.
Il existe une autre version sur le même thème du couronnement d'épines, qui date également du début du siècle et qui est conservée à Vienne ; son attribution à Caravage, bien qu'également discutée, est devenue quasiment certaine.

## Description
La scène dépeinte est racontée par les évangiles de Marc, Matthieu et Jean, et constituent l'un des épisodes de la Passion du Christ. Peu avant d'être mis à mort, Jésus Christ est maltraité par ses bourreaux qui, par sarcasme envers celui qu'ils surnomment « roi des Juifs », lui infligent le port d'une couronne faite d'épines et lui placent entre les mains un sceptre de roseau.

« 27.Les soldats du gouverneur conduisirent Jésus dans le prétoire, et ils assemblèrent autour de lui toute la cohorte.
28.Ils lui ôtèrent ses vêtements, et le couvrirent d’un manteau écarlate.
29.Ils tressèrent une couronne d’épines, qu’ils posèrent sur sa tête, et ils lui mirent un roseau dans la main droite ; puis, s’agenouillant devant lui, ils le raillaient, en disant : Salut, roi des Juifs !
30.Et ils crachaient contre lui, prenaient le roseau, et frappaient sur sa tête. »

— Évangile selon Matthieu : 27, 27-30
Dans son analyse, l'historienne de l'art Sybille Ebert-Schifferer voit dans la figure du Christ une allusion au célèbre Torse du Belvédère.